# Atlantisch orkaanseizoen 2003
Het Atlantisch orkaanseizoen 2003 duurde van 20 april 2003, toen de eerste tropische cycloon Ana ontstond, tot 11 december toen de laatste tropische cycloon tropische storm Peter oploste. Normaal duurt het seizoen van 1 juni tot 30 november. Het seizoen 2003 werd een hyperactief seizoen. Het seizoen werd gekenmerkt door twee opmerkelijke gebeurtenissen. Het ontstaan van tropische storm Ana in april was uniek en de vorming van twee tropische stormen (Odette en Peter) in de maand december was sinds 1887 niet meer voorgekomen.
De zwaarste storm was Orkaan Isabel, een orkaan van de vijfde categorie. Er waren 21 tropische cyclonen, waarvan er 16 de status van tropische storm bereikten. Van deze 16 bereikten er 7 orkaankracht. Drie orkanen werden majeure orkanen, dat wil zeggen categorie 3 of meer.

## Cyclonen

### Tropische storm Ana
Op 20 april ontstond subtropische storm Ana uit een niet-tropische stormdepressie, die tropische kenmerken aannam. De volgende dag werd Ana een tropische storm, omdat zij voldoende convectie had gevormd, dat haar centrum warmer werd dan de omliggende lucht ("warm core"). Ana ontstond ten zuiden van Bermuda trok naar het noorden en noordwesten en maakte toen een lus naar het oosten. Op 24 april had Ana haar tropische kenmerken verloren, twee dagen later werden haar restanten opgenomen door een front voor de kust van Portugal. Het was de eerste tropische storm in de Atlantische Oceaan, die zich vormde in de maand april. In het seizoen 1992 kende een subtropische storm in april, maar deze werd nooit een volledige tropische storm.

### Tropische depressie 2
Op 11 juni vormde zich uit een tropische onweersstoring op de Atlantische Oceaan tropische depressie 2. Een paar uur later echter kon zij haar gesloten circulatie niet handhaven.

### Tropische storm Bill
Op 29 juni organiseerde tropische depressie 3 uit een lagedrukgebied boven het schiereiland Yucatán. Het is zéér ongebruikelijk, dat tropische cyclonen zich boven land vormen. De depressie trok naar het noorden en boven de Golf van Mexico promoveerde zij tot tropische storm Bill. Bill kwam aan land in Louisiana. Hoewel Bill met 95 km/h een relatief zwakke storm was, eiste Bill 4 mensenlevens en veroorzaakte $ 50.000.000,- aan schade.

### Orkaan Claudette
Op 7 juli ontstond tropische depressie 4 in de buurt van de Bovenwindse Eilanden uit een tropische storing. Zij trok westwaarts en promoveerde de volgende dag tot tropische storm Claudette. Claudette trok door de Caraïbische Zee richting Yucatán. Zij fluctueerde in intensiteit, ten zuiden van Hispaniola had zij bijna orkaan status bereikt, maar zij landde als tropische storm op 11 juli in Puerto Morelos op het schiereiland Yucatán voor het eerst aan land kwam als een sterke tropische storm. In de golf van Mexico aangekomen, was zij iets zwakker geworden. Zij trok verder naar het noordwesten richting Texas. Op 14 juli bereikte zij Orkaanstatus en de volgende dag landde zij in Texas met windsnelheden van 145 km/uur. Hierna wist zij nog een etmaal vast te houden aan tropische storm status, hetgeen zeer opmerkelijk was. Op 17 juli verloor Claudette haar circulatie in de onderste lagen van de atmosfeer.

### Orkaan Danny
Op 16 juli ontstond ten oosten van Bermuda tropische depressie 5, die naar het noordnoordwesten trok en draaide met de wijzers van de klok mee over de Atlantische Oceaan. Tropische depressie 5 kwam in een gebied met voor de maand juli ongekende gunstige omstandigheden en werd op 17 juli tropische storm Danny. Op 18 juli promoveerde Danny tot een orkaan van de eerste categorie, een status die Danny maar 24 uur kon handhaven. Daarna verzwakte Danny zich en op 21 juli had hij zijn tropische kenmerken verloren.

### Tropische depressie 6
Op 14 juli trok een tropische onweersstoring van de Afrikaanse kust westwaarts. Deze begon meer en meer convectie te tonen en zich te organiseren, zodat op 19 juli op 1500 km ten oosten van de Bovenwindse Eilanden tropische depressie 6 ontstond. Op dat moment werd voorspeld dat de depressie binnen drie dagen tot een orkaan zou uitgroeien, maar een verkenningsvliegtuig trof op 21 juli geen gesloten circulatie meer aan en de tropische depressie was gedegenereerd tot een tropische onweersstoring. Het noordelijke deel van deze storing splitste zich af en trok noordwestwaarts en werd later tropische depressie 7.

### Tropische depressie 7
Op 25 juli organiseerde zich uit delen van de restanten van tropische depressie 6 op 90 km ten oosten van Daytona Beach, Florida tot tropische depressie 7. De depressie trok naar het noordwesten en kwam boven kouder water terecht. De depressie kwam aan land in Georgia en loste spoedig daarna op.

### Orkaan Erica
Op 9 augustus ontstond een niet tropische depressie op 1850 km ten oosten van Bermuda. Het systeem trok naar het westen en toen het Florida naderde, begon het tropische kenmerken aan te nemen. Nadat het systeem in de Golf van Mexico terecht was gekomen, manifesteerde het een gesloten circulatie en op 14 augustus werd het systeem gepromoveerd tot tropische storm Erica. Erica trok verder westwaarts, doordat een hogedrukgebied boven het zuiden van de Verenigde Staten Erica een noordelijk afbuigen verhinderde. Erica werd iets krachtiger en landde in Boca San Rafael in de staat Tamaulipas, Mexico. Erica liep zich snel stuk op de Oostelijke Sierra Madre. Postuum bleek dat Erica vlak voor het aan land gaan een Orkaan was geworden en werd dus later tot Orkaan opgewaardeerd.

### Tropische depressie 9
Op 21 augustus organiseerde zich tropische depressie 9 uit een tropische onweersstoring die een week eerder van de Afrikaanse kust westwaarts trok. Door een sterke zuidwestelijke stroming in de atmosfeer werd de structuur van de tropische cycloon de volgende dag uit elkaar gereten.

### Orkaan Fabian
Tropische depressie 10 vormde zich op 27 augustus in de buurt van de archipel Kaapverdië uit een tropische onweersstoring, die twee dagen eerder van de Afrikaanse kust trok. Hij trok naar het westnoordwesten en onder gunstige omstandigheden promoveerde de depressie op 28 augustus tot tropische storm Fabian, die op 30 augustus een orkaan werd. Op 1 september bereikte Fabian zijn hoogtepunt als orkaan van de vierde categorie en trok richting Bermuda. Op 5 september schampte Fabian als orkaan van de derde categorie Bermuda, zijn oogrokken trokken over het eiland, maar het geometrisch centrum van het oog bleef boven zee. Fabian draaide bij naar het noorden en noordoosten en verzwakte en verloor op 8 september zijn tropische kenmerken. Fabian eiste op Bermuda acht mensenlevens en veroorzaakte $ 300.000.000,- schade. Daarmee was Fabian de ergste orkaan, die Bermuda trof sinds 1926.

### Tropische storm Grace
Tropische depressie 11 vormde zich uit een storing boven de Golf van Mexico en werd een paar uur later tropische storm Grace, Grace was slecht georganiseerd en ontwikkelde een tweede kern, die dominant werd. Deze kwam aan land de volgende dag in Texas, waar zij veel regen veroorzaakte maar geen slachtoffers of noemenswaardige schade. Grace werd snel opgenomen door een frontensysteem.

### Tropische storm Henri
Op 3 september ontstond in de golf van Mexico tropische depressie 12, die zich langzaam versterkte tot tropische storm Henri op 5 september. Henri zette koers naar het noordwesten van Florida, maar degradeerde tot tropische depressie. Henri trok het schiereiland over, en de depressie loste op 9 september op ten zuiden van de kust van Georgia.

### Orkaan Isabel

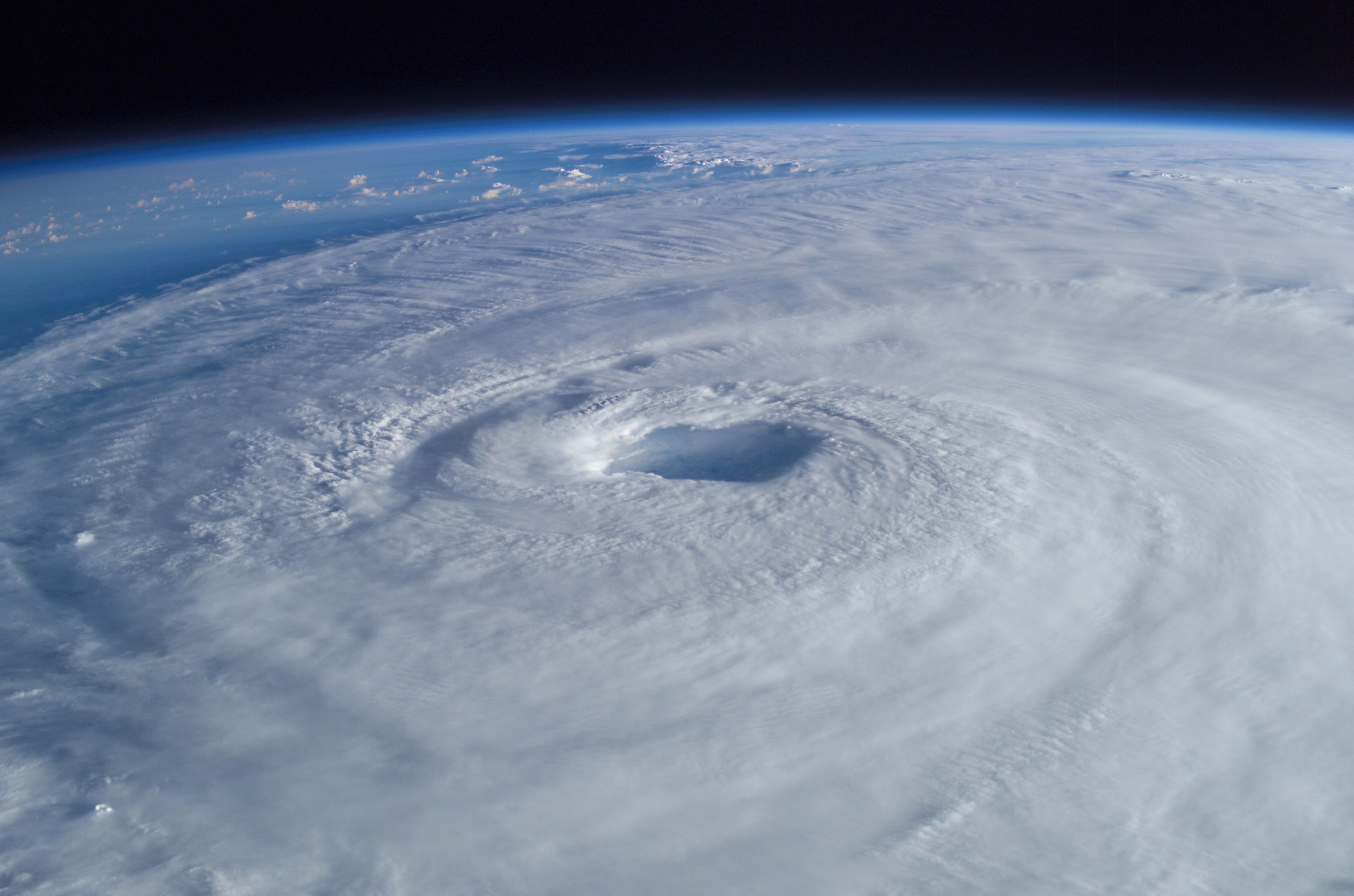
orkaan Isabel gefotografeerd van uit het Internationaal ruimtestation ISS

Op 1 september trok een tropische onweersstoring van de Afrikaanse kust westwaarts en deze organiseerde zich op 6 september direct tot tropische storm Isabel. Isabel werd snel sterker, de volgende dag werd zij een orkaan en verlegde haar koers naar het noordwesten. Isabel was daarmee een orkaan van het Kaapverdische type. Later draaide Isabel iets bij naar het westnoordwesten en zette koers richting Bahama's. Op 11 september werd Isabel een orkaan van de vijfde categorie. Vanaf dat moment fluctueerde zij 5 dagen lang tussen categorie vier en categorie vijf. Ten noorden van Hispaniola draaide Isabel naar het noordwesten en zette koers naar North Carolina. Op haar weg werd zij verzwakt door stromingen in de atmosfeer die haar organisatie aantastten. Op 18 september landde zij in North Carolina als orkaan van de tweede categorie. Zij bleef een Orkaan tot boven het zuiden van Virginia. Isabel bleef een tropische storm tot in Canada, boven Ontario werd zij op 20 september opgenomen door een breed lagedrukgebied. Isabel eiste 53 mensenlevens en veroorzaakte $ 3.700.000.000,- aan schade.

### Tropische depressie 14
Op 8 september ontstond op 450 km ten zuidoosten van Kaapverdië tropische depressie 14 uit een tropische onweersstoring, die twee dagen eerder van de Afrikaanse kust was vertrokken. Door stroming in de atmosfeer werd haar ontwikkeling gestoord en zij loste twee dagen later op boven Kaapverdië.

### Orkaan Juan
Tropische depressie 15 ontstond op 24 september ten zuidwesten van de Azoren. Zij trok noordwaarts en promoveerde de volgende dag tot Tropische Storm Juan. Toen Juan boven de wateren van de Golfstroom terechtkwam, begunstigde dit zijn ontwikkeling en Juan werd op 26 september een orkaan van de eerste categorie. De volgende dag zette Juan koers naar Nova Scotia en versterkte tot een orkaan van de tweede categorie. Op 28 september landde Juan als orkaan van de tweede categorie in Nova Scotia. Na het schiereiland te hebben overgestoken, was Juan nog steeds een categorie 1 orkaan. Juan kwam boven het koude water van de Saint Lawrencebaai, waar hij snel verzwakte tot tropische storm. Eenmaal op de noordelijke oever van de Saint Lawrencebaai geland, degradeerde Juan tot tropische depressie die snel haar tropische kenmerken verloor. Juan eiste 8 mensenlevens en veroorzaakte $300.000.000,- schade. Sinds 1893 was Canada nooit meer direct door een orkaan getroffen.

### Orkaan Kate
Op 25 september ontwikkelde tropische depressie 16 zich uit een tropische onweersstoring, die enkele dagen tevoren van de Afrikaanse kust was vertrokken. Zij trok naar het noordwesten en promoveerde op 27 september tot tropische storm Kate. Kate veranderde meerdere keren radicaal van koers, maar zij kwam nooit boven land. Op 29 september werd zij een orkaan van de eerste categorie. Later bereikte zij haar hoogtepunt als orkaan van de derde categorie. Kate verzwakte en leek op de Canadese kust af te stevenen, slechts een week na Orkaan Juan zorgde dat voor commotie bij het Canadian Hurricane Centre. Kate boog toch af naar het noordoosten en verloor boven kouder water haar tropische kenmerken op 7 oktober.

### Tropische storm Larry
Op 27 september ontwikkelde zich een zwak lagedrukgebied uit een tropische onweersstoring oostelijk van het schiereiland Yucatán. Deze depressie verenigde zich met een koufront en er ontstond een extratropische storm op 30 september, die verder naar het westen trok. Boven de Golf van Campeche ontwikkelde de storm tropische kenmerken en werd op 1 oktober tropische storm Larry. Een hogedrukgebied ten noorden van Larry verhinderde dat Larry naar het noorden kon drijven en hield Larry enige dagen stationair in de Golf van Campeche. Larry bewoog langzaam naar het zuiden en landde in de Mexicaanse staat Tabasco bij Paraíso op 6 oktober. De volgende dag loste de inmiddels tropische depressie op boven Mexico. Overstromingen veroorzaakt door Larry eisten vijf mensenlevens.

### Tropische storm Mindy
Op 10 oktober ontstond tropische storm Mindy uit een sterke tropische onweersstoring net ten oosten van de Dominicaanse Republiek. De Storing had al windkracht 8 Beaufort bereikt, toen het zich organiseerde tot een tropische cycloon. Mindy trok naar het noordwesten, maar de omstandigheden waren nooit gunstig. Op 12 oktober degradeerde Mindy tot tropische depressie en twee dagen later loste zij op boven de Atlantische Oceaan. Mindy veroorzaakte zware regenval boven Puerto Rico en de Dominicaanse Republiek, maar eiste geen slachtoffers.

### Tropische storm Nicolas
Op 13 oktober vormde zich tropische depressie 19 zich uit een tropische onweersstoring boven het oostelijk deel van de Atlantische Oceaan. De volgende dag promoveerde zij tot tropische storm Nicolas en trok naar het noordwesten. Stromingen in de atmosfeer verhinderde verdere ontwikkeling en op 23 oktober degradeerde hij tot tropische depressie en verloor spoedig daarna zijn tropische kenmerken.

### Tropische storm Odette
Op 4 december vormde zich tropische depressie 20 zich uit een storing boven de Caraïbische Zee. Een paar uur later versterkte zij zich tot tropische storm Odette. Het was voor het eerst sinds Orkaan Lili in 1984, dat een tropische cycloon een naam kreeg in de maand december. Odette koerste naar Hispaniola en nam nog iets in kracht toe. Op 6 december landde Odette als een behoorlijke tropische storm in de Dominicaanse Republiek. Zij trok verder naar het noordoosten en verloor boven de Atlantische Oceaan snel haar tropische kenmerken. Odette eiste 10 mensenlevens in de Dominicaanse Republiek en ruïneerde 35% van ’s lands bananenoogst. In Haïti viel de schade mee.

### Tropische storm Peter
Op 7 december promoveerde een niet tropische stormdepressie tot een subtropische storm, toen deze ten westen van Afrika tropische kenmerken aannam. Op 9 december werd Peter een volwaardige tropische storm, die bijna orkaanstatus bereikte. Peter verloor echter snel zijn tropische kenmerken en werd een extratropische cycloon op 11 december, waarna hij door een koufront werd opgenomen. Het was sinds 1887 niet meer voorgekomen, dat er zich twee tropische cyclonen in de maand december ontwikkelden. Peter was slechts de tweede tropische storm met de letter P, na tropische storm Pablo in 1995.

## Namen
De lijst met namen voor 2003 was hetzelfde als die van 1997. De lijst zal opnieuw worden gebruikt in 2009, met uitzondering van Fabian, Isabel en Juan, die van de lijst werden geschrapt. Fabian, Isabel en Juan zullen in 2009 vervangen worden door Fred, Ida en Joaquin.
| - Ana - Bill - Claudette - Danny - Erika - Fabian - Grace | - Henri - Isabel - Juan - Kate - Larry - Mindy - Nicholas | - Odette - Peter - Rose (niet gebruikt) - Sam (niet gebruikt) - Teresa (niet gebruikt) - Victor (niet gebruikt) - Wanda (niet gebruikt) |